# خوش‌نوای بیاک
خوش‌نوای بیاک (نام علمی: Gerygone hypoxantha) نام یک گونه از سرده خوش‌نوا است.